# توشیکی اینوئه
توشیکی اینوئه (انگلیسی: Toshiki Inoue؛ زادهٔ ۲۸ نوامبر ۱۹۵۹) فیلم‌نامه‌نویس اهل ژاپن است.
از فیلم‌ها یا برنامه‌های تلویزیونی که وی در آن نقش داشته‌است می‌توان به کامن ریدر زی-او اشاره کرد.